# Living My Life (album)
Living My Life è il sesto album in studio della cantante giamaicana Grace Jones, pubblicato nel 1982.
A differenza dei precedenti, il terzo capitolo di un'ideale trilogia reggae contiene solo brani inediti ed una sola cover (The Apple Stretching, brano di Melvin Van Peebles). Anche in questo caso si rivelò un successo, entrando nella top venti di cinque paesi, riusciendo a vendere oltre quattrocentomila copie negli Stati Uniti. L'album fu promosso dal singolo Nipple to the Bottle ottenendo un grande successo nelle classifiche, in particolare in Nuova Zelanda, Belgio e Stati Uniti, dove raggiunse la seconda posizione della Dance Club Songs di Billboard. The Apple Stretching, Unlimited Capacity for Love, My Jamaican Guy e Cry Now, Laugh Later furono gli altri singoli estratti dall'album.
Living My Life, registrato originariamente per le sessioni dell'album, a cui per altro diede il titolo, all'ultimo momento non fu inserito nella tracklist finale dell'album, probabilmente per via del fatto che non si adattasse all'atmosfera reggae caraibica dell'album e venne pubblicato come singolo a sé stante nel 1983. Altri due brani vennero registrati durante le sessions, Man Around the House e Ring of Fire, cover di Johnny Cash, ma anch'esse furono escluse dalla tracklist finale e rese disponibili soltanto nel 1998 all'interno della compilation Private Life: The Compass Point Sessions.

## Tracce
Side A
1. My Jamaican Guy (Grace Jones) – 6:00
2. Nipple to the Bottle (Jones, Sly Dunbar) – 5:55
3. The Apple Stretching (Melvin Van Peebles) – 7:08

Side B
1. Everybody Hold Still (Jones, Barry Reynolds) – 3:10
2. Cry Now, Laugh Later (Jones, Reynolds) – 5:00
3. Inspiration (Jones, Reynolds) – 4:35
4. Unlimited Capacity for Love (Jones, Reynolds) – 5:45